# 1811 en Lorraine
Chronologie de la Lorraine
- 1807
- 1808
- 1809
- 1810
- 1811
- 1812
- 1813
- 1814
- 1815

Cette page est une liste d'événements qui se sont produits durant l'année 1811 en Lorraine.

## Éléments de contexte
- Crise frumentaire en Lorraine[1].
- La naissance du Roi de Rome est célébrée en Lorraine, avec un certain enthousiasme[2].
- La récolte de vin est exceptionnelle en Lorraine, le principal client en est l'armée[2].

## Événements
- Est élu député de la Meurthe : Louis-Nicolas Griveau.
- Organisation de l'enseignement supérieur : à Nancy la faculté des lettres, et à Metz celle des sciences[1].

- 5 janvier : Claude-Ignace Laurent devient évêque de Metz.

## Naissances
- 17 février :

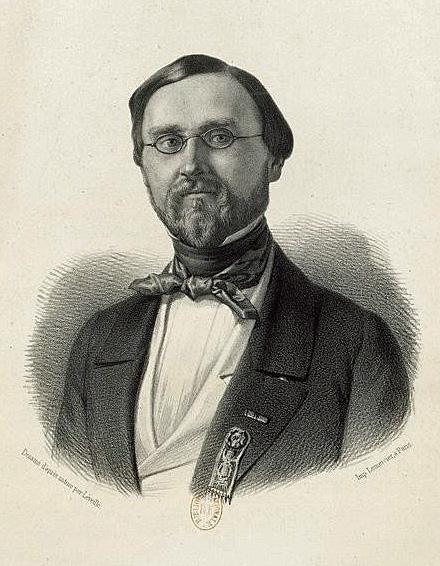
Renaud Oscar d'Adelswärd.

  - à Thionville : Prosper Joseph Sibuet, homme politique français  décédé le 25 janvier 1874 à Vireux-Wallerand (Ardennes)[3].
  - à Verdun : Charles Cumberworth, mort à Paris le 19 mai 1852[4], est un sculpteur français.
- 13 mars à Dieuze : Edmond Arnould, mort le 1er février 1861 à Paris 6e, est un écrivain, poète et universitaire français.
- 30 juin : Charles Cuny, mort en juillet 1858 à El Fasher dans le Darfour, médecin et explorateur français, le premier Français à être parvenu à entrer dans le Kordofan et au Darfour[5].
- 17 juillet à Verdun : César Denis Daly[6], architecte français, mort le 11 janvier 1894 à Wissous[7].
- 5 août  à Metz : Ambroise Thomas, mort le 12 février 1896 à Paris (9e arrondissement)[8] , compositeur français particulièrement réputé au XIXe siècle pour ses opéras, dont le célèbre Mignon.
- 22 août  à Nancy : Charles de Lalaisse, ou Charles Lalaisse (sur certaines estampes, son nom est orthographié Lalaise) né  François Édouard Charles Delalaisse [9], mort à Paris (5e arrondissement) le 21 janvier 1892[10], graveur d'interprétation (burin, eau-forte, aquatinte, bois), lithographe, dessinateur et illustrateur français.
- 26 août à La Bresse : Jean-Nicolas Truchelut, horloger, inventeur puis photographe français,  mort le 23 juillet 1890 à Neuilly-sur-Seine.
- 2 septembre à Bains-les-Bains : Joseph Jules Falatieu, homme politique français mort le 21 novembre 1887 à Pont-du-Bois (Haute-Saône)[11].
- 4 novembre à Hayange : Balthasar de Gachéo, né Casimir Victor Alexandre de Balthasar , mort à Paris 9e le 8 février 1875[12], artiste-peintre français.
- 16 décembre à Metz : Octavie Élisabeth Marie de Lasalle de Louisenthal, décédée le 25 février 1890, peintre française du XIXe siècle. Lointaine parente du général Lasalle, elle travailla principalement en Bavière, en Sarre et en Rhénanie. Elle peignit surtout des portraits, des scènes de genre et des scènes religieuses.
- 18 décembre à Longwy : Le baron Renaud-Oscar d'Adelswärd, industriel et homme politique français décédé le 18 février 1898 à Saint-Hélier (Jersey).

## Décès
- 27 mars à Nancy : Joseph Gilot, né à Chatenay (Isère), le 16 avril 1734, général français de la Révolution et de l’Empire.
- 24 mai à Commercy (Meuse) : Jean Étienne François Monter, né le 27 juin 1738 à Strasbourg (Bas-Rhin), général de brigade de la Révolution française.
- 28 mai à Épinal : Jean-Baptiste Jacopin, né le 20 octobre 1755 à Brioude (Haute-Loire), général français de la Révolution et de l’Empire.
- 1 septembre à Lunéville : Maurice Frimont, né le 14 décembre 1747 à Gondreville (actuel département de Meurthe-et-Moselle), général de brigade de la Révolution française.
- 2 novembre à Bar-le-Duc : Jean Moreau, homme politique français né le 7 septembre 1742 à Stainville (Meuse).